# Roman Spirig
Roman Michael Spirig (* 7. Januar 1998 in Grabs) ist ein liechtensteinisch-schweizerischer Fussballspieler.

## Karriere

### Verein
In seiner Jugend spielte Spirig für den Hauptstadtklub FC Vaduz, bevor er nach Österreich zum Regionalligisten FC Dornbirn 1913 wechselte. Für Dornbirn kam er in der Spielzeit 2016/17 zu 16 Partien in der Regionalliga West, der dritthöchsten österreichischen Spielklasse, sowie zu einem Einsatz im ÖFB-Cup beim 0:6 gegen den FK Austria Wien in der 1. Runde. Zur folgenden Spielzeit 2017/18 kehrte er zum FC Vaduz zurück, bei dem  er meist für die zweite Mannschaft spielte. Zur Saison 2019/20 schloss er sich dem USV Eschen-Mauren an, bis zum Abbruch aufgrund der COVID-19-Pandemie kam er zu jeweils zwei Partien in der 1. Liga, der vierthöchsten Schweizer Spielklasse, und im Liechtensteiner Cup. Im Winter 2020 wurde er an den FC Balzers ausgeliehen; für die Oberländer absolvierte er ein Spiel im Liechtensteiner Cup. Zur folgenden Saison wurde Spirig vom FC Balzers fest verpflichtet.

### Nationalmannschaft
Nach insgesamt 23 Einsätzen für liechtensteinische Juniorennationalmannschaften gab Spirig am 3. Juni 2021 beim 0:7 im Freundschaftsspiel gegen die Schweiz sein Debüt für die A-Nationalmannschaft, als zur zweiten Halbzeit für Fabio Wolfinger eingewechselt wurde.